# Guguan
Guguan là một hòn đảo không có người ở thuộc Quần đảo Bắc Mariana trên Thái Bình Dương. Guguan cách đảo Alamagan 30 hải lý (56 km) về phía nam, cách đảo Saipan 250 hải lý (463 km) về phía bắc, và cách đảo Sarigan 67 hải lý (124 km) về phía đông bắc.